# Wydział Zdrowia Publicznego w Bytomiu Śląskiego Uniwersytetu Medycznego
Wydział Zdrowia Publicznego w Bytomiu Śląskiego Uniwersytetu Medycznego (skrót: WZPB SUM; w latach 2019–2023 Wydział Nauk o Zdrowiu w Bytomiu) – najmłodszy i najmniejszy wydział Śląskiego Uniwersytetu Medycznego, mający siedzibę w Bytomiu. 

## Historia
Wydział Zdrowia Publicznego (skrót: WZP) został utworzony 28 marca 2001 uchwałą Senatu Śląskiej Akademii Medycznej w Katowicach. Jego siedzibą początkowo było Zabrze, a od 23 października 2002 jest Bytom. Organizatorem wydziału był prof. dr hab. n. med. Jan E. Zejda, pełniący funkcję pełnomocnika Rektora ds. organizacji Wydziału Zdrowia Publicznego (2001–2002), jego pierwszy dziekan. Wydział rozpoczął samodzielną działalność 1 października 2002, uruchamiając kształcenie studentów specjalności zdrowie publiczne, dietetyka i ratownictwo medyczne. 
Z dniem 1 października 2019 zmieniono nazwę Wydziału Zdrowia Publicznego na Wydział Nauk o Zdrowiu w Bytomiu.
Na mocy Uchwały Nr 1/2023 Senatu Śląskiego Uniwersytetu Medycznego w Katowicach z dnia 25 stycznia 2023 r. w sprawie: zmiany Statutu Śląskiego Uniwersytetu Medycznego w Katowicach oraz uchwalenia tekstu jednolitego Statutu wydział od 1 marca 2023 roku ponownie nosi nazwę Wydział Zdrowia Publicznego. 

### Dziekani Wydziału
1. 2002–2005 – prof. dr hab. n. med. Jan E. Zejda
2. 2005 – dr hab. n. med. Krystyn Sosada
3. 2005–2012 – prof. dr hab. n. med. Małgorzata Muc-Wierzgoń
4. 2012–2020 – prof. n. med. i n. o zdr. Elżbieta Grochowska-Niedworok
5. od 2020 – dr hab. n. med. Sebastian Grosicki, prof. SUM

## Władze (od 2020)[8]
- Dziekan – dr hab. n. med. Sebastian Grosicki, prof. SUM
- Prodziekan ds. studenckich – dr hab. n. o zdrowiu Grzegorz Dziubanek, prof. SUM
- Prodziekan – dr hab. n. o zdrowiu Joanna Głogowska-Ligus

## Kierunki studiów[9]
- Dietetyka (I i II stopnia)
- Zarządzanie ryzykiem zdrowotnym (I i II stopnia)
- Zdrowie publiczne (I i II stopnia)

Ponadto wydział prowadzi studia podyplomowe na 6 kierunkach.

## Struktura organizacyjna i baza dydaktyczna
W skład Wydziału Nauk o Zdrowiu w Bytomiu wchodzi 12 jednostek naukowo-dydaktycznych. Zajęcia dydaktyczne prowadzone są z wykorzystaniem nowoczesnego zaplecza dydaktycznego wydziału w siedzibie głównej w Bytomiu, na terenie kampusu w Zabrzu-Rokitnicy oraz w szpitalach klinicznych uniwersytetu.